# Дейз-Крік (Орегон)
Дейз-Крік (англ. Days Creek) — переписна місцевість (CDP) в США, в окрузі Дуглас штату Орегон. Населення — 271 особа (2020).

## Географія
Дейз-Крік розташований за координатами 42°58′14″ пн. ш. 123°9′57″ зх. д. / 42.97056° пн. ш. 123.16583° зх. д. (42.970493, -123.165742).  За даними Бюро перепису населення США в 2010 році переписна місцевість мала площу 6,10 км², уся площа — суходіл.

## Демографія
Згідно з переписом 2010 року, у переписній місцевості мешкали 272 особи в 120 домогосподарствах у складі 85 родин. Густота населення становила 45 осіб/км².  Було 135 помешкань (22/км²).
Расовий склад населення:
| - 94,9 % — білих - 0,7 % — корінних американців - 0,7 % — азіатів |

До двох чи більше рас належало 2,9 %. Частка іспаномовних становила 4,8 % від усіх жителів.
За віковим діапазоном населення розподілялося таким чином: 12,5 % — особи молодші 18 років, 63,6 % — особи у віці 18—64 років, 23,9 % — особи у віці 65 років та старші. Медіана віку мешканця становила 53,4 року. На 100 осіб жіночої статі у переписній місцевості припадало 98,5 чоловіків;  на 100 жінок у віці від 18 років та старших — 100,0 чоловіків також старших 18 років.
Середній дохід на одне домашнє господарство  становив 45 089 доларів США (медіана — 43 929), а середній дохід на одну сім'ю — 53 970 доларів (медіана — 53 438). За межею бідності перебувало 14,9 % осіб, у тому числі 9,5 % дітей у віці до 18 років та 0,0 % осіб у віці 65 років та старших.
Цивільне працевлаштоване населення становило 92 особи. Основні галузі зайнятості: роздрібна торгівля — 38,0 %, освіта, охорона здоров'я та соціальна допомога — 13,0 %, сільське господарство, лісництво, риболовля — 10,9 %.